# FirstEnergy Stadium
FirstEnergy Stadium – stadion w Cleveland, w stanie Ohio w Stanach Zjednoczonych. Na tym obiekcie swoje spotkania rozgrywa drużyna NFL Cleveland Browns. Stadion może pomieścić 73 200 widzów. Odbywają się na nim różne wydarzenia, jak np. mecze futbolu amerykańskiego, piłki nożnej czy  koncerty.